# DeJa Skye
DeJa Skye es el nombre artístico de Willie Redman, una intérprete drag estadounidense que compitió en la decimocuarta temporada de RuPaul's Drag Race.

## Carrera
DeJa Skye empezó a trabajar como drag queen en 2011, cuando tenía 20 años. A principios de su carrera, trabajaba en Fresno, Modesto, y Sacramento, California.
DeJa Skye compitió en la decimocuarta temporada de RuPaul's Drag Race. Se ubicó en los dos últimos lugares al inicio de la temporada, pero siguió en la competencia después de haber eliminado a Daya Betty en una batalla de lip-sync con la canción de 2001 "Fallin'" de Alicia Keys. Ganó el desafío Snatch Game por su interpretación de Lil Jon, lo que significaba que no tenía que participar en una batalla especial de lip sync contra las otras siete concursantes que quedaban en el concurso en ese momento. Tras no impresionar a los jueces en un reto en el que los concursantes hicieron un roast al juez Ross Mathews, DeJa Skye quedó entre los tres últimos junto con Jorgeous y Daya Betty, quién había vuelto al concurso. DeJa Skye y Jorgeous fueron eliminadas por Daya Betty. Sam Damshenas, de Gay Times, dijo que la actuación de DeJa Skye en Snatch Game "fue recibida con enormes elogios por su imitación del gigante del hip-hop, incluido el propio Jon".
Tras su aparición en Drag Race, DeJa Skye se unió al elenco del tour de Werq the World.

## Vida personal
Redman es de Fresno, California.
El nombre DeJa Skye proviene de la canción de Beyoncé "Déjà Vu" (2006) y del nombre del títere de la serie de televisión de PBS The Puzzle Place. Tiene aproximadamente 42,000 seguidores en Instagram, desde febrero de 2022.